# Тахти (стадион)
Стадион «Тахти» (перс.: استاديوم تختی) ранее известный под названиями «Зибанде», а позже «Саадабад» — многофункциональный стадион в Мешхеде, Иран. В настоящее время он используется в основном для футбольных матчей и является домашним стадионом Пайам Хорасам. Стадион вмещает 15 000 человек. С 2013 года он также является домашней площадкой Сиях Джамеган. Комплекс состоит из двух травянистых полей, на которых проводятся футбольные матчи и используется в тренировочных целях.

## Матчи
| Дата       | Команда № 1              | Результат | Команда № 2              | Тип                                  | Посещаемость | Замечания                                                      |
| ---------- | ------------------------ | --------- | ------------------------ | ------------------------------------ | ------------ | -------------------------------------------------------------- |
| 5.02.1985  | Сборная Ирана по футболу | 1-0       | Сборная КНДР по футболу  | Дружественный матч                   | 17000        | Состоялся первый матч национальной команды в Мешхеде           |
| 1990       | Хорасан СИ               | 0-0       | Сборная Ирана по футболу | Дружественный матч                   | 15000        | «Хорасан СИ» вывел победу Национальной команды Ирана до ничьи. |
| 1991       | Абумослем                | 1-0       | Персеполис               | 1991-92 Азадеганская лига            | ?            | Тегеранские гиганты Персеполис впервые проиграли в Мешхеде.    |
| 20.04.2001 | Абумослем                | 2-1       | Пайам Хорасам            | Лига 2                               | ?            | Дерби в Мешхеде                                                |
| 16.04.2002 | Абумослем                | 1-1       | Персеполис               | Чемпионат Ирана по футболу 2001/2002 | ?            | Встреча с Персеполисом в Мешхеде                               |
| 19.05.2002 | Абумослем                | 1-1       | Эстегляль                | Чемпионат Ирана по футболу 2001/2002 | 10000        | Эстегляль терпит ничью в Мешхеде                               |
| 08.11.2002 | Абумослем                | 2-2       | Эстегляль                | Чемпионат Ирана по футболу 2002/2003 | 12000        | Эстегляль терпит ничью в Мешхеде                               |
| 12.04.2004 | Пайам Хорасам            | 3-2       | Персеполис               | Кубок Хазфи                          | 10000        | Персеполис побежден                                            |
| 26.11.2009 | Пайам Хорасам            | 1-0       | Санат Газ Саракс         | Кубок Хазфи                          | ?            | Игра с 2 красными карточками и 6 желтыми                       |